# Абдул Кахар
Абдул Кахар Джалилул Алам (малайск. Abdul Kahar Jalilul Alam; ум. 1578) — султан Брунея, правивший в 1524—1530 годах.

## Биография
Был сыном брунейского султана Болкиаха.
По некоторым данным, ему было около 40 лет, когда в 1521 году, во время его регентства Бруней  посетили Фернан Магеллан и Антонио Пигафетта. Спустя три года, в 1524 году после смерти отца стал султаном и продолжил политику отца. 
В период его правления Бруней продолжал контролировать многие близлежащие острова, а власть султана распространялась на многие территории, включая Лусон, Баламбанган, Батангас.
В 1526 году Бруней посетил Жоржи ди Менезиш, после визита которого была налажена торговля с Португалией. Из страны стали экспортироваться рис, черный перец, золото и другие товары.
В 1530 году отрёкся от престола в пользу старшего сына Сайфула Риджала, получив после отречения титул Падука Сери Бегаван Султан Абдул Кахар.
Скончался в 1578 году в преклонном возрасте, вероятно ему было более 90 лет.